# Regió de la reserva de les Tres Gorges

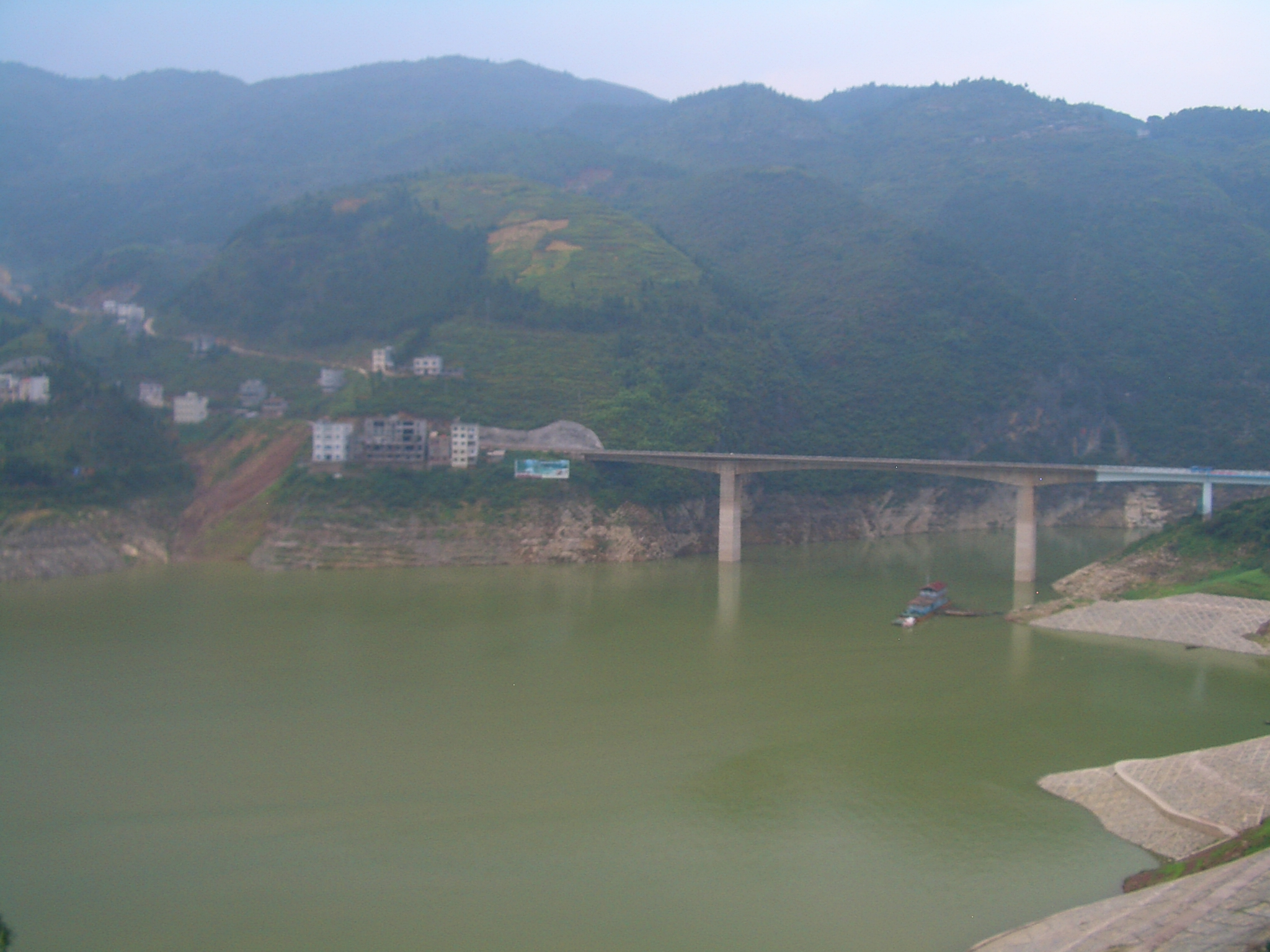
L'antic afluent Shen Nong convertit en un riu major, quan arriba al Iang-Tsé prop de Badong

La regió de la reserva de les Tres Gorges, incloent les 25 divisions de nivell de comptat de la municipalitat de Chongqing i la província de Hubei, és la regió directament o indirectament en la submersió de la retenció d'aigua de l'embassament de la regió de la Presa de les Tres Gorges.